# Laurence Françoise
Laurence Françoise, née le 16 juillet 1977 à La Réunion, est une journaliste de télévision française.
Sa carrière commence à La Réunion en 1997 sur RFO (actuelle Réunion La Première - France Télévisions) et se poursuit à la tête du journal de l'île, sur la chaîne privée Antenne Réunion. Appelée en 2018 par des médias nationaux, elle présente sur Canal+ le Grand Raid puis sur BFM TV les journaux de l'été. 
Adjointe et Conseillère municipale depuis 2020 en Seine-et-Marne, elle est nommée, en 2022, directrice de cabinet au sein de l'Académie de Créteil. 

## Biographie
Laurence Françoise passe son enfance à Saint-Gilles les Hauts à l'île de La Réunion et obtient un baccalauréat littéraire spécialité langues.
Diplômée en Anglais à l'Université de La Réunion, en Lettres à l’Université de Nancy 2 en 2001 et spécialisée en criminologie avec un DU et un Master à l'Université Paris-VIII et au CNAM, elle est formée en journalisme à l'École supérieure de journalisme de Paris puis se perfectionne en présentation au Centre de formation et de perfectionnement des journalistes. Titulaire d'un MEEF (Métiers de l'Enseignement, de l'Éducation et de la Formation) à l'INSPÉ de Torcy (Institut National Supérieur du Professorat et de l'Éducation) et lauréate du Concours de Professeur des écoles, elle est formée en Marketing et Communication avec une double certification de Community Manager et Communication de crise[réf. nécessaire].  

### Carrière
Après des débuts à la Réunion en 1997, comme animatrice d'une émission de variétés (Soirs de premières) et présentatrice des bulletins météo de la chaîne, Laurence Françoise anime à Paris, sur France Ô, jusqu'en 2001, plusieurs programmes à destination des ultramarins. 
Elle collabore pour plusieurs titres de la presse ethnique après avoir été sélectionnée à l'issue d'un casting sur Khalifa TV pour un projet abandonné à la suite du lancement avorté de la chaîne.
De retour à la Réunion en 2006, elle devient Joker sur RFO Réunion des journaux radio et télé et fait partie du pool des présentateurs du Journal Télévisé en créole réunionnais. Sur le terrain, elle se spécialise en politique en couvrant l’élection présidentielle française de 2007 et les élections municipales de 2008. Débauchée en 2010 par Antenne Réunion pour incarner les JT du week-end, elle lance le débat télévisé du dimanche soir « Question d’actu »  et conduit l’ensemble des grands entretiens politiques de la chaîne (François Hollande et Manuel Valls à l’occasion de la primaire présidentielle socialiste, la Garde des Sceaux Christiane Taubira et la ministre des Solidarités et de la Santé Roselyne Bachelot, le ministre du travail Xavier Bertrand, Jean-Luc Mélenchon, Nicolas Dupont-Aignan, le haut-commissaire aux Solidarités actives contre la pauvreté Martin Hirsch ainsi que des figures indianocéaniques telles que Paul Vergès, le Président de la République de Madagascar, le Président de l’Union des Comores et le Président des Seychelles). 
Remplaçant au pied levé la titulaire du 19 h Yolande Calichiama mise de côté par la chaîne à trois semaines de la Présidentielle, elle incarne les soirées électorales de la chaîne jusqu'en 2014 (élections présidentielles, législatives et municipales) avant d'être écartée du JT d’Antenne Réunion pendant son congé maternité.
En 2018, le groupe Canal+ la sollicite dans le cadre du Grand Raid et lui propose d’animer Sur la corde Raid, une série de débats sportifs quotidiens diffusés en direct sur la chaîne éphémère Canal Grand Raid. Pour l’édition 2019, la chaîne cryptée lui confie la présentation du Before du Raid à travers une série d’émissions - débats quotidiens d’une heure trente en direct sur les quatre jours de course. En 2019, elle est sélectionnée par BFM TV comme Joker pour co-présenter les journaux télévisés nationaux de l’été.
Intervenante à l'Université de la Réunion jusqu'en 2015, elle forme des étudiants du Master Information et Communication avant de devenir Professeure des écoles dans le premier degré[réf. nécessaire].
Responsable du pôle Communication pour la commune de Cannes-Écluse, Laurence Françoise est Rédactrice-en-chef du journal municipal jusqu'en 2022.  

### Engagement politique
Élue aux élections municipales de 2020 sur la liste SE de Denis Miguet dans la commune de Cannes-Ecluse, elle dirige la Commission Communication, comme cinquième adjointe jusqu'en 2022, où elle devient Conseillère municipale à la suite de sa nomination comme directrice de cabinet[réf. nécessaire].   

### Vie privée
Mère de quatre enfants,, elle est mariée au vice-recteur de Polynésie française Thierry Terret.

## Récompense
En 2014, Laurence Françoise est élue « Personnalité télé préférée des Réunionnais » par les lecteurs et lectrices du magazine réunionnais VISU[réf. nécessaire].